# Marek Nawrocki
Marek Nawrocki (ur. 4 listopada 1954 w Krzyżu Wielkopolskim) – polski matematyk, w latach 2012-2020 prorektor Uniwersytetu im. Adama Mickiewicza w Poznaniu.

## Życiorys
W 1978 ukończył studia matematyczne na Uniwersytecie im. Adama Mickiewicza w Poznaniu. W latach 1978–1980 pracował w Oddziale Poznańskim Instytutu Matematycznego PAN. W lutym 1980 powrócił na macierzystą uczelnię, tam doktoryzował się w 1984 na podstawie pracy Topologie Mackey'a pewnych F-przestrzeni napisanej pod kierunkiem Lecha Drewnowskiego (za którą otrzymał Nagrodę Ministra Edukacji Narodowej), habilitował w 1991 na podstawie pracy Struktura liniowo-topologiczna klas Smirnowa i Hardy'ego funkcji wielu zmiennych lub funkcji wektorowo-wartościowych. W 1997 mianowany profesorem UAM, pracuje w Zakładzie Analizy Funkcjonalnej.
W latach 2005–2012 był dziekanem Wydziału Matematyki i Informatyki UAM, od 2012 jest prorektorem UAM ds. informatyzacji i współpracy z gospodarką.
W 1992 otrzymał Nagrodę im. Stefana Banacha.